# 魏坤琳
魏坤琳（1978年2月10日—），别名Dr.魏，北京大学心理与认知科学学院教授、博士生导师。
出生於湘潭市。2000年，获得北京体育大学生物力学学士学位。2002年至2007年，先后获得宾夕法尼亚州立大学運動控制和电子工程硕士学位、运动控制博士学位。
2013年，以“科学判官”身份加盟江苏卫视《最强大脑》，曾被一些网友称为“中国最帅教授”。